# كوليشة (كوشك)
كوليشة (بالفارسية: کلشه) هي منطقة سكنية تقع في إيران في قسم كوشك الريفي. يقدر عدد سكانها بـ 45 نسمة بحسب إحصاء 2016.